# Billboardlistans förstaplaceringar 1976
Detta är en lista över Billboardlistans förstaplaceringar 1976.

## Listhistorik
| Datum        | Låt                                                     | Artist                               |
| 3 januari    | Saturday Night                                          | Bay City Rollers                     |
| 10 januari   | Convoy                                                  | C.W. McCall                          |
| 17 januari   | I Write the Songs                                       | Barry Manilow                        |
| 24 januari   | Theme from Mahogany (Do You Know Where You're Going To) | Diana Ross                           |
| 31 januari   | Love Rollercoaster                                      | Ohio Players                         |
| 7 februari   | 50 Ways to Leave Your Lover                             | Paul Simon                           |
| 14 februari  | 50 Ways to Leave Your Lover                             | Paul Simon                           |
| 21 februari  | 50 Ways to Leave Your Lover                             | Paul Simon                           |
| 28 februari  | Theme From "S.W.A.T."                                   | Rhythm Heritage                      |
| 6 mars       | Love Machine (Part 1)                                   | The Miracles                         |
| 13 mars      | December, 1963 (Oh, What a Night)                       | The Four Seasons                     |
| 20 mars      | December, 1963 (Oh, What a Night)                       | The Four Seasons                     |
| 27 mars      | December, 1963 (Oh, What a Night)                       | The Four Seasons                     |
| 3 april      | Disco Lady                                              | Johnnie Taylor                       |
| 10 april     | Disco Lady                                              | Johnnie Taylor                       |
| 17 april     | Disco Lady                                              | Johnnie Taylor                       |
| 24 april     | Disco Lady                                              | Johnnie Taylor                       |
| 1 maj        | Let Your Love Flow                                      | Bellamy Brothers                     |
| 8 maj        | Welcome Back                                            | John Sebastian                       |
| 15 maj       | Boogie Fever                                            | The Sylvers                          |
| 22 maj       | Silly Love Songs                                        | Wings                                |
| 29 maj       | Love Hangover                                           | Diana Ross                           |
| 5 juni       | Love Hangover                                           | Diana Ross                           |
| 12 juni      | Silly Love Songs                                        | Wings                                |
| 19 juni      | Silly Love Songs                                        | Wings                                |
| 26 juni      | Silly Love Songs                                        | Wings                                |
| 3 juli       | Silly Love Songs                                        | Wings                                |
| 10 juli      | Afternoon Delight                                       | Starland Vocal Band                  |
| 17 juli      | Afternoon Delight                                       | Starland Vocal Band                  |
| 24 juli      | Kiss and Say Goodbye                                    | The Manhattans                       |
| 31 juli      | Kiss and Say Goodbye                                    | The Manhattans                       |
| 7 augusti    | Don't Go Breaking My Heart                              | Elton John och Kiki Dee              |
| 14 augusti   | Don't Go Breaking My Heart                              | Elton John och Kiki Dee              |
| 21 augusti   | Don't Go Breaking My Heart                              | Elton John och Kiki Dee              |
| 28 augusti   | Don't Go Breaking My Heart                              | Elton John och Kiki Dee              |
| 4 september  | You Should Be Dancing                                   | Bee Gees                             |
| 11 september | (Shake, Shake, Shake) Shake Your Booty                  | KC and the Sunshine Band             |
| 18 september | Play That Funky Music                                   | Wild Cherry                          |
| 25 september | Play That Funky Music                                   | Wild Cherry                          |
| 2 oktober    | Play That Funky Music                                   | Wild Cherry                          |
| 9 oktober    | A Fifth of Beethoven                                    | Walter Murphy and the Big Apple Band |
| 16 oktober   | Disco Duck (Part 1)                                     | Rick Dees and His Cast of Idiots     |
| 23 oktober   | If You Leave Me Now                                     | Chicago                              |
| 30 oktober   | If You Leave Me Now                                     | Chicago                              |
| 6 november   | Rock'n Me                                               | Steve Miller Band                    |
| 13 november  | Tonight's the Night (Gonna Be Alright)                  | Rod Stewart                          |
| 20 november  | Tonight's the Night (Gonna Be Alright)                  | Rod Stewart                          |
| 27 november  | Tonight's the Night (Gonna Be Alright)                  | Rod Stewart                          |
| 4 december   | Tonight's the Night (Gonna Be Alright)                  | Rod Stewart                          |
| 11 december  | Tonight's the Night (Gonna Be Alright)                  | Rod Stewart                          |
| 18 december  | Tonight's the Night (Gonna Be Alright)                  | Rod Stewart                          |
| 25 december  | Tonight's the Night (Gonna Be Alright)                  | Rod Stewart                          |